# Gwiazdowo (Varmie-Mazurie)
Pour les articles homonymes, voir Gwiazdowo.
Gwiazdowo est un village de Pologne, située dans le gmina de Mrągowo, dans le powiat de Mrągowo, dans la voïvodie de Varmie-Mazurie.
Jusqu'à 2023, le village faisait partie de Karwie.